# Ідзіковські
Ідзіковські (Idzikowscy) — родина українських і польських видавців. Леон Вікентійович (1827–18(06).05. 1865) — народився в м. Краків (нині місто в Польщі). 28 грудня 1858 заснував у Києві (вул. Хрещатик, 29) книгарню під назвою "Книжково-музичний магазин". До 1865 було надруковано понад 200 видань переважно польських авторів. Помер у м. Київ. Після його смерті фірмою "Leon Idzikowski" спочатку керувала його дружина Герсилія Гнатівна (до шлюбу – Бухаревич; 1832–15.08.1917). Вона 1870 відкрила при книгарні читальний зал, який з часом переріс у справжню приватну книгозбірню, читальня якої одночасно могла вмістити до 500 осіб. Книжковий фонд бібліотеки І. 1894 налічував 40 тис. томів, на 1914 збільшився до понад 173 тис. книжок. Від 1897 фірмою керував син І. – Владислав Львович (27(14).05.1864–10.06.1944). У книгарні, що розташовувалася на Хрещатику, налічувалося понад 150 осіб штатного персоналу, в бібліотеці – 10 працівників. Крім польських авторів, книгарня видала майже всі твори українських композиторів, зокрема О.Кошиця, К.Стеценка, М.В.Лисенка (350 творів), надрукувала етнографічно-музичну працю А.Вєльгорського "Русинська музика" (1913). Владислав Львович організував 1897 при фірмі концертне бюро, що ним керувала його сестра Марія Львівна Ящевська (співачка, якій М.В.Лисенко присвятив пісню "Моя любонька" на слова А.Міцкевича). В травні 1897 видавець Б.Корейво продав усе своє українське музичне видавництво разом із творами М.В.Лисенка фірмі І. 1909 під час відзначення 50-річчя книгарні М.В.Лисенко виголосив промову, що "відзначалася надзвичайною сердечністю". В листопаді 1914 спадкоємці М.В.Лисенка продали фірмі І. усі твори композитора й права на них "назавжди й на всі країни".

## Видавничий дім
Видавничий дім І. відігравав помітну роль у культурно-мистецькому житті Києва, виступав співорганізатором виставок образотворчого мистецтва, відкрив на зламі 19–20 ст. власний художній салон, був знаний своєю харитативною діяльністю. В книгарні призначали зустрічі представники польської, української і російської інтелігенції. З часом у місті було відкрито ще 2 філії цього книготоргового й видавничого підприємства, а Владислав Львович став співвласником третини акцій "Drukarni Polskiej w Kijowie", що нею, зокрема, опубліковано працю Є.Філіповича "Album kapłanów dyecezji Łucko-Żytomierskiej i Kamienieckiej" (1917). Книгарня оперативно постачала на український книжковий ринок новинки берлінських, варшавських, краківських, львівських, паризьких видавництв. В роки Першої світової війни польські книговидавці активізували діяльність в Україні, це було пов'язано з масовим переміщенням польської людності з окупованих німцями теренів Царства Польського на українські землі. До Києва, зокрема, прибуло понад 40 тис. польських біженців, переважно інтелігенції. Апогеєм польського книгодрукування в Україні став 1916, коли було видано 204 книги, в т. ч. фірмою "Leon Idzikowski" – 80 (39 %). Загалом упродовж 1865–1920 фірма "Leon Idzikowski" випустила в світ бл. 7 тис. назв найрізноманітнішої літератури, включаючи й нотні видання.
Під час окупації Києва в лютому 1918 більшовиками книгарня І. була спалена. 1921 фірма згорнула свою діяльність у Києві, перебазувавшись до Варшави, де ще з 1911 у центрі міста на вул. Маршалковській функціонувала її філія. Майно фірми І. в УСРР було націоналізовано, частково розграбовано; фрагментарно фонди бібліотеки І. влилися до складу Центральної польської бібліотеки в Києві 1920–30-х рр.
10 листопада 1933 року «за заслуги в розвитку та організації польської книготоргівлі» президент Республіки Польща Ігнацій Мосціцький нагородив його Лицарським хрестом Ордена Відродження Польщі.
Владислав Львович до 25-річчя смерті М.В.Лисенка у "Biuletynie Polsko-Ukraińskim" опублікував спогади про композитора (1937). 1937 громадськість Західної України відкупила у Владислава Ідзіковського рукописи й авторські права на 350 творів М.В.Лисенка, а також інших українських композиторів. Підприємство припинило свою діяльність у серпні 1944 – під час придушення гітлерівцями Варшавського повстання; 1945–50 провадило антикварну торгівлю книжками.
На вшанування їх пам'яті з 2016 року в Києві є вулиця імені сім'ї Ідзіковських.